# 阿諾·凱格爾
阿諾·亨利·凱格爾（英語：Arnold Henry Kegel，1894年2月21日—1972年3月1日），生於美國愛荷華州萊辛（Lansing），婦產科醫師與生理學家，凱格爾发明了會陰壓力計（Perineometer），该仪器可用于测量会阴和骨盆底肌肉的力量。同时他也是旨在训练会阴部肌肉的骨盆運動（又稱凱格爾運動）的發明者。

## 生平
他在1948年發表了骨盆運動（又稱凱格爾運動），它可以強化恥骨尾骨肌群，用來治療婦女在產後及停經後的應力性尿失禁問題，當時他是加州大學醫學院的婦產科助理教授。至今在臨床上，凱格爾運動仍然是治療婦女尿失禁的標準治療方法之一。